# Centro de Información Gay Lésbico
Centro de Información Gay Lésbico (Gej lezbejski info centar (GLIC) en serbio) es una organización benéfica de derechos LGBT en Serbia. Fue fundada en 2009 por Predrag Azdejković, periodista gay serbio, bloguero y escritor.

## Objetivos
La organización tiene como objetivo la promoción de los derechos LGBT a través de los medios de comunicación, la cultura y el arte, la recopilación de información sobre los derechos LGBT y la violación de los mismos, el reconocimiento de las buenas prácticas con respecto al tratamiento de los contenidos LGBT y la cooperación con los medios de comunicación, las asociaciones, las organizaciones culturales y las instituciones gubernamentales.

## Acciones
GayEcho es un portal regional de información sobre gays y lesbianas que cubre Croacia, Bosnia y Herzegovina, Montenegro y Serbia. Se fundó en 2001. El análisis de los medios para 2009 mostró que GayEcho era uno de los sitios web más mencionados en los medios serbios.
En diciembre de 2009, el Centro de Información Gay Lésbico organizó el primer festival Merlinka. Quinientas personas visitaron el festival y se proyectaron diez películas. El festival fue público, anunciado en los medios y no hubo incidencias. En febrero de 2010 el festival recibió el Premio Cristal al mejor proyecto Joven de 2009.
En julio de 2011, el Centro de Información Gay Lésbico publicó el primer número de la revista Optimism, que tras su primera publicación cambió de nombre a Optimist. Cada dos meses, se imprime y distribuye de forma gratuita en clubes y bares gay de Serbia. La revista también está disponible en línea.